# ГАЕС Yards Creek
ГАЕС Yards Creek — гідроакумулювальна електростанція у штаті Нью-Джерсі (Сполучені Штати Америки).
Нижній резервуар станції створили на Yards Creek, правій притоці річки Paulins Kill, котра, своєю чергою, є лівою притокою Делаверу (дренує східну сторону Аппалачів та впадає до Делаверської затоки). Для цього звели земляну греблю висотою 16 метрів та довжиною 428 метрів, яка разом із допоміжною дамбою висотою 12 метрів та довжиною 637 метрів утримує водосховище з об'ємом 6,7 млн м3 (корисний об'єм 6,1 млн3). Крім того, для поповнення запасів води у посушливий період поряд створили допоміжне сховище об'ємом 0,5 млн м3, яке потребувало греблі висотою 6 метрів та довжиною 305 метрів.
Верхній резервуар розташований на висотах правобережжя Yards Creek та має об'єм 6,2 млн м3 і корисний об'єм 5,9 млн м3, чого достатньо для 5,7 години роботи станції. Цю водойму утримує земляна дамба висотою 21 метр та довжиною 2713 метрів.
Від верхнього резервуара прокладено тунель довжиною 0,45 км з діаметром від 6,1 до 5,8 метра, який переходить у наземний напірний водовід довжиною 0,63 км зі спадаючим діаметром від 5,8 до 5,5 метра. На завершальному етапі до машинного залу прокладено три водоводи довжиною по 0,1 км з так само спадаючим діаметром від 3 до 2,2 метра.
Розташований неподалік від нижнього резервуара машинний зал споруджений у підземному виконанні та має розміри 43 × 19 метрів. Тут встановлено три оборотні турбіни типу Френсіс потужністю по 140 МВт, які використовують напір від 210 до 232 метрів. ГАЕС має проєктний виробіток на рівні 754 млн кВт·год електроенергії на рік, при цьому на закачування води витрачається 1031 млн кВт·год.